# Spilosoma mandschurica
Spilosoma mandschurica là một loài bướm đêm thuộc phân họ Arctiinae, họ Erebidae.